# Nintendo Videospelklubb
Nintendo Videospelklubb, senare Club Nintendo, var en svensk intresseklubb för Nintendos spelkonsoler. Det var den svenska versionen av Club Nintendo. Klubben startades den 1 september 1986 av Nintendos skandinaviska distributör Bergsala i samband med introduktionen av Nintendo Entertainment System i Sverige. Klubbens syften var att skapa samhörighet mellan Nintendo-spelare, ge spelsupport, samt vara ett marknadsföringsinstrument för Bergsala för att kunna informera om kommande spel och tillbehör. Medlemskapet i klubben var gratis fram till 1998. Medlemsansökningsblanketter följde med både konsol och spel. Medlemmar fick ett numrerat medlemskort i kreditkortsformat och medlemsbrev. Som mest hade klubben 440 000 medlemmar. Klubben lades ner i december 2006.

## Klubbtidningen
I takt med att medlemsantalet steg ökade även efterfrågan på fler spelpresentationer. I mars 1988 gavs den första klubbtidningen ut. Bergsala blev därmed den första Nintendo-distributörerna med en egen medlemstidning.
Det första numret av tidningen bestod av fyra sidor. Den innehöll korta recensioner av Ice Hockey och RC Pro-Am, samt tips och koder till The Legend of Zelda, Punch-Out!!, Kid Icarus och Super Mario Bros. Det fanns även en nyhetsdel, en insändarsida, samt en tävling.
I januarinumret 1989 presenterades klubbens första ordförande, Jens Ohlin. Han inledde tidningen med ett förord och presenterade bland annat medlem nummer 1, radioprofilen Ulf Elfving. Ulf skrev korta kåserier i medlemstidningen; hans första text hade titeln Barnen måste bli snällare mot sina föräldrar! och handlade om hur hans 6-årige son Kasper brukade klå honom i tv-spel.
I januarinumret 1990 gratulerade Nintendo Videospelklubb medlem nummer 100 000, som bland annat belönades med det första exemplaret i Sverige av Nintendos bärbara konsol Game Boy.
Medlemstidningens första format släpptes i totalt 14 nummer mellan mars 1988 och maj 1990, och gavs ut i en upplaga på upp till 300 000 exemplar.

### Kampanjer
Det första spel där Bergsala använde sig av förhandsbokning var Zelda II: The Adventure of Link, som lanserades 26 september 1988. Bergsala garanterade genom en förhandsbokningskampanj att alla som var medlemmar skulle få förtur till de exemplar av Zelda II: The Adventure of Link som köpts in. Medlemmarna fick ett speciellt rött Nintendo-klistermärke hemskickat och återförsäljarna hade i sin tur fått en plansch som innehöll 24 rader, och sattes upp i butikerna. Genom att skriva sitt namn på listan och sedan klistra fast Nintendo-klistermärket bredvid garanterades man ett exemplar av spelet vid lansering. Varje lista innehöll plats för 24 namn. Vissa större butiker fick beställa så många som 48 spel och hade då två listor, andra som endast tog in 10 exemplar fick då en avklippt förbokningslista. På den högra sidan av listan fanns en kolumn där icke-medlemmar skrev upp sitt namn på en väntelista. Eftersom Zelda II var ett eftertraktat spel ökade kampanjen antalet medlemmar.

## Nintendomagasinet
I januari 1990 skrev medlemstidningen om "den nya tidningen för alla Power Players", Nintendomagasinet. Den nya tidningen var tänk att ersätta medlemstidningen. Det första numret gavs ut i juli 1990 av Atlantic Förlags AB i samarbete med amerikanska Nintendo Power och Bergsala. Tidningen fanns att köpa som lösnummer eller genom prenumeration. Tillsammans med prenumerantversionen av tidningen följde bilagan Power Player. Tillsammans innehöll tidningarna spelrecensioner, topplistor, Box Mario, Pro’s Corner, en prylshop, Tips & Trix, tävlingar, samt tecknade serier där alla Nintendos kända spelfigurer hade huvudrollerna.
Det sista numret av Nintendomagasinet gavs ut i augusti 1994. Den lades ner på grund av den långa pressläggningstiden. Totalt gavs 41 tidningar, eller 49 nummer, ut. Prenumeranterna flyttades över till tidningen Super Play, som till skillnad från Nintendomagasinet inte uteslutande handlade om Nintendos spel.

## Club Nintendo
1991 bytte klubben namn till Club Nintendo. I april samma år började en ny medlemstidning att ges ut, i ett nytt format. Klubbens ordförande Jens Ohlin meddelade i sitt förord att klubben snart hade 200 000 medlemmar.
1992–1994 arrangerades Nintendo-SM (Nintendo On Tour). Förstapriset var 1993 en resa för vinnarens familj till Japan, inklusive ett besök på Nintendos huvudkontor.
I april 1993 fick Club Nintendo medlem nummer 300 000. I mitten av 1994 avgick Jens Ohlin som ordförande i Club Nintendo, för att tillsammans med ett par vänner starta spelbutiken Gamezone i Göteborg. Han efterträddes en kortare tid av Stefan Persson som sedan lämnade över till Hasse Jonasson.
Club Nintendo drev en BBS som de som hade dator med modem kunde koppla upp sig med. I septembernumret 1995 presenterades en webbplats dit man kunde vända sig om man ville läsa nyheter, få information om olika spel, kommunicera med andra Nintendo-spelare, med mera.
Klubben nådde 1998 sin absoluta topp med 440 000 registrerade medlemmar. Eftersom det inte hade funnits något krav på att förnya medlemskapet ansågs dessa siffror vara uppblåsta. Bergsala insåg att klubbens register var otillräckligt och att en förnyelse var nödvändig. Ett projektarbete initierades med IHM. Baserat på IHM-gruppens rapport togs den 1 september 1998 beslutet att anställa en separat chef för Club Nintendo. Den nya klubben lanserades i oktober 1998. Det bestämdes att klubben skulle ta ut en medlemsavgift på 64 kronor per år. Av de 430 000 medlemmar som fick information utskickat till sig med bifogat inbetalningskort var det 28 000 som gick med i den nya klubben och betalade.
I oktober 2000 togs ett beslut om att ytterligare höja medlemsavgiften till 128 kronor från och med 1 januari 2001, samt att utöka antalet magasin till sex nummer per år. Medlemmarna fick även 50 kronor i presentcheck som de kunde använda i klubbshoppen på Internet.
Bland annat till följd av den hårda konkurrensen på konsolmarknaden i början av 2000-talet, samt det ökande användandet av Internet där man kunde hitta spelhjälp till Nintendos titlar som klubben tidigare hade varit praktiskt taget ensamma om att kunna erbjuda, minskade medlemsantalet markant under 2000-talet. I december 2006 gavs det sista numret av Club Nintendo Magazine ut, där framsidan pryddes med en bild av det kommande spelet The Legend of Zelda: Twilight Princess.

## Ordförande
- Jens Ohlin (1989–1994)
- Stefan Persson (1994-1995)
- Hasse Jonasson (1995)[5]
- Johan Lenngerd (1996-1997)[6]
- Perniclas Bedow (1997–1999)[7]
- Fredrik Dahlgren (1999)[8]
- Mia Johansson (1999-2002)[9]
- Mikael Nylander